# Santiago Fuenzalida
Santiago Fuenzalida Campbell (27 de enero de 1989 - 29 de noviembre de 2008) fue un rugbista chileno, nieto de Ian Campbell, quien es reconocido como el padre del rugby en Chile. 
Fue seleccionado M19 y M20 y capitán de divisiones menores del equipo de Prince of Wales Country Club.
Fue el máximo anotador de la selección juvenil en el Sudamericano M19 de Córdoba y, además, árbitro en divisiones menores. 
Falleció en un accidente automovilístico el 29 de noviembre de 2008 tras participar en la Rugbytón, competencia de seven realizada en el Stade Français para apoyar a la Teletón. La edición 2013 del Seven PWCC llevó su nombre.